# Dacryodes rostrata
Dacryodes rostrata là một loài thực vật có hoa trong họ Burseraceae. Loài này được (Blume) H.J.Lam mô tả khoa học đầu tiên năm 1931.